# Kling Klang Studio

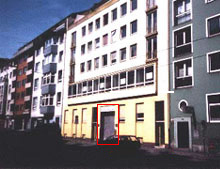
Ubicazione del primo Kling Klang Studio a Düsseldorf, in Mintropstrasse 16 (2006).

Il Kling Klang Studio (anche noto come Kling Klang e KlingKlang) è lo studio di registrazione privato del gruppo musicale tedesco Kraftwerk.
Originalmente sito a Düsseldorf (Germania), venne successivamente rilocato nella vicina Meerbusch-Osterath.

## Storia
Originalmente una stanza vuota sita in un'area industriale di Düsseldorf, il Kling Klang venne adibito a studio nel 1970, anno in cui nacquero i Kraftwerk. All'inizio, il gruppo registrava musica in modo indipendente e adoperando registratori a nastro. I master risultanti venivano quindi spediti a uno studio di registrazione commerciale per il missaggio finale. Essendo privi di un batterista, il gruppo creava i ritmi grazie a una drum machine, strumento che usarono anche per creare echi e filtri nel loro album Kraftwerk 2 (1972). Quando Wolfgang Flür entrò nel gruppo, essi iniziarono ad adottare la sua batteria elettronica fuoriserie. Il luogo venne battezzato Kling Klang Studio nel 1973. Dopo che Karl Bartos entrò nel gruppo, i suoi membri costruirono nuovi strumenti musicali e assunsero un ingegnere al fine di assisterli durante la creazione delle loro apparecchiature. Nel 1976, anno in cui iniziarono a registrare il materiale di Trans Europa Express, Hütter e Schneider ingaggiarono il Synthesizerstudio Matten & Wiechers per costruire due sequencer "Synthanorma" a trentadue tasti che, collegati al Minimoog posseduto dalla formazione, generavano i ritmi dell'album.
Durante i primi anni di attività, i Kraftwerk dedicavano dalle otto alle dieci ore nel Kling Klang e si reputavano, per questa ragione, dei "lavoratori musicali". Durante questo periodo, essi progettarono un'installazione completa di studio portatile, nonché sfondi di palcoscenico, tende, illuminazioni, allestimenti coreografici e un sistema stereo PA. I telai portatili da diciannove pollici furono progettati e collegati ad altre apparecchiature utilizzando telai di cablaggio personalizzati utilizzati per il rapido smontaggio durante il tour. Questo nuovo sistema di apparecchiature mobili, nominato Kling Klang 12k PA, fu progettato per la tournée di Computerwelt e sostituì il precedente sistema "disordinato". Lo studio più recente poteva essere installato in circa due ore ed era molto più facile da trasportare durante le loro tournée.
Più tardi, il gruppo rilocò il Kling Klang a Meerbusch-Osterath, a dieci chilometri di distanza da Düsseldorf.